# تپه قرو
تپه قرو مربوط به عصر آهن است و در شهرستان کوثر (گیوی)، بخش فیروز، دهستان سنجبد جنوبی، روستای میکائیل آباد واقع شده و این اثر در تاریخ ۲۷ بهمن ۱۳۸۷ با شمارهٔ ثبت ۲۴۵۶۳ به‌عنوان یکی از آثار ملی ایران به ثبت رسیده است.